# Cuscuta globosa
Cuscuta globosa är en vindeväxtart som beskrevs av Henry Nicholas Ridley. Cuscuta globosa ingår i släktet snärjor, och familjen vindeväxter. Inga underarter finns listade i Catalogue of Life.